# The Hostage (singolo)
The Hostage è un singolo della cantautrice statunitense Donna Summer, pubblicato nel 1974 dall'etichetta Groovy Records.

## Descrizione
Si tratta del primo singolo dall'album di debutto della cantante, Lady of the Night, pubblicato solamente sul mercato europeo. Questa canzone divenne il primo singolo della Summer a raggiungere la terza posizione in Belgio e la seconda nei Paesi Bassi. Ci sarebbe voluto ancora un anno prima che la cantante pubblicasse materiale nel suo Paese natale, gli Stati Uniti, con l'uscita del singolo Love to Love You Baby.

## Tracce
1. The Hostage – 4:16 (Pete Bellotte - Giorgio Moroder)
2. Let's Work Together Now – 4:07 (Pete Bellotte)